# Yvette Gastauer-Claire
Yvette Gastauer-Claire née le 29 mai 1957 à Esch-sur-Alzette est une sculptrice et médailleuse luxembourgeoise.

## Biographie
Yvette Gastauer-Claire sculpte des œuvres pour l'espace public,. Elle est également la créatrice de la face luxembourgeoise des pièces en euro, ainsi que de nombreuses pièces luxembourgeoises commémoratives en euro.
Elle est la mère du cycliste Ben Gastauer né en 1987.

## Œuvres

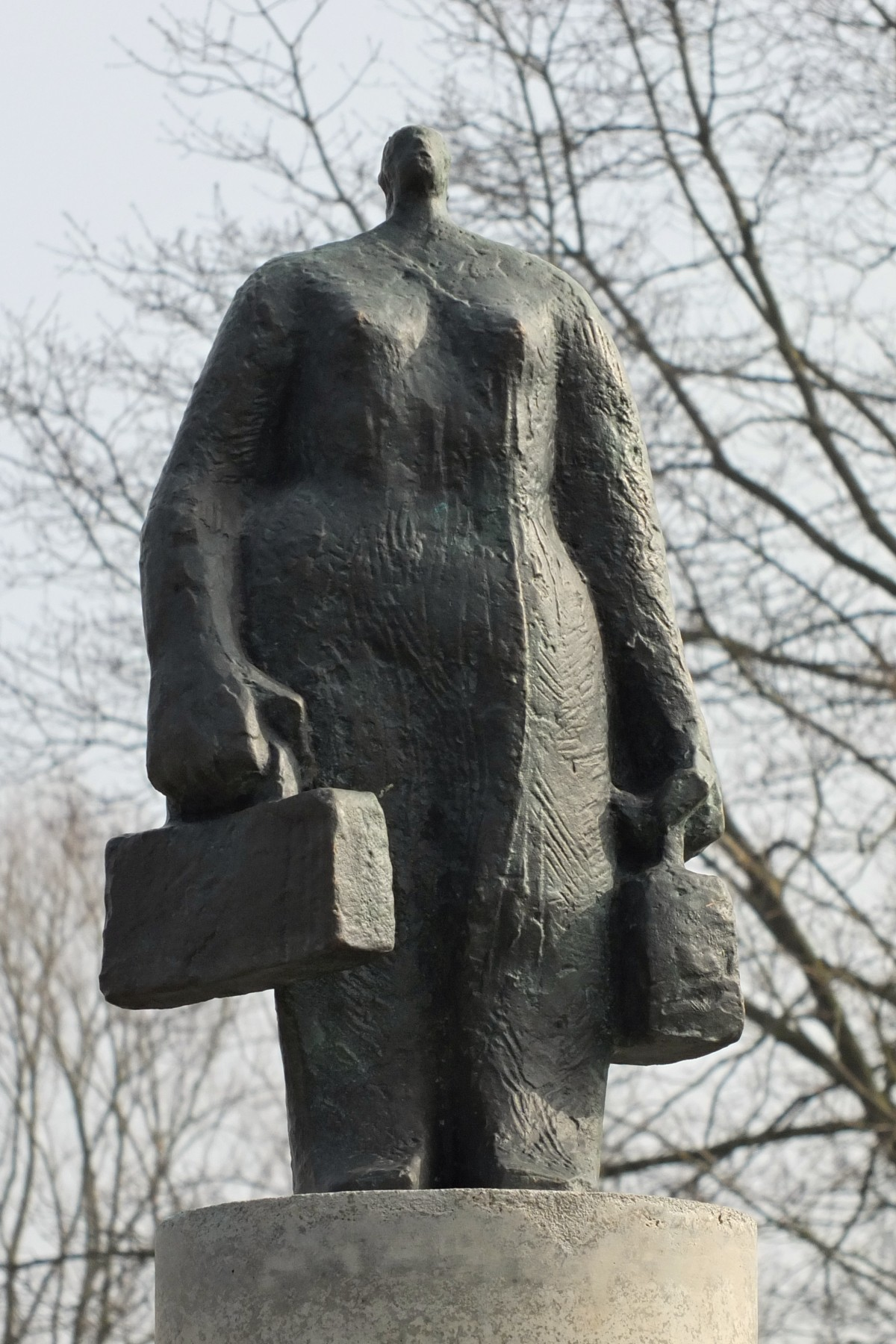
Die Reisende, 2013, Kaarst-.

- Wou dat roud Gold gegruewe gouf, 1992, fontaine, Dudelange.
- Monnaie commémorative Luxembourg Ville Européenne de la Culture 1995[5].
- À la mémoire de N. Rollinger, 2001, Kopstal.
- De Feiersteppler, 2002, devant la banque centrale à Luxembourg.
- De Schëfflenger, 2004, en collaboration avec Sol Wozniak, hôtel de ville de Schifflange.
- Konscht am Bësch, 2004, circuit CFL no 8, Schifflange.
- Rien n'est précaire comme vivre, 2004, maison de soins Am Schmëttbësch, Schifflange.
- AMBA, 2005, plaquette, Weiswampach.
- Mémorial Porte d'Italie, 2007, Dudelange.
- Saint Willibrord, 2009, sculpture, église paroissiale de Mondercange.
- Charly Gaul, 2011, plaquette, Hesperange et Luxembourg.
- Elsy Jacobs, 2011, plaquette, Garnich et Luxembourg.
- Arche de Noé, 2011, land'art, Bettembourg.
- Louis Fichet, 2011, ensemble sculptural en collaboration avec Sol Wozniak, Hettange-Grande.
- Die Reisende, 2013, Kaarst-Holzbüttgen (de).
- Hommage à Will Hoffmann, 2014, plaque en bronze, Esch-sur-Alzette.
- E Wënzer bei sénger Arbecht, 2014, ensemble sculptural en bronze, Ehnen.
- De Mënsch. L'Être humain, 2016, sculpture en aluminium, Steinfort.
- Mémorial Championnats du Monde Cyclocross 2017, 2018, ensemble sculptural en bronze et tôle corten, Esch-Belval.
- La Vie en commun, 2022, sculpture en bronze avec les empreintes en fonte du projet Footprint. 2022 va laisser des traces[Où ?].